# اچ‌دی ۱۱۵۰۶
اچ‌دی ۱۱۵۰۶ یک ستاره است که در صورت فلکی نهنگ قرار دارد.